# سينتس
مدينة سينتس (بالسلوفاكية: Senec)‏ هي مدينة في جنوب غرب سلوفاكيا تبعد عن شرقي العاصمة براتيسلافا مسافة 25كم تقريباً وتتبع إقليم براتيسلافا.
تشتهر المدينة بالبحيرة الموجودة فيها, حيث يقصدها الكثير من محبي السباحة صيفاً بلإضافة إلى وجود مدينةٍ للألعاب المائية.

## أعلام
- زولتان هارساني

## وصلات خارجية
- الموقع الرسمي لمدينة الألعاب المائية في سينتس
- الموقع الرسمي لبحيرة سينتس (بالسلوفاكية: Slnečné jazerá)‏